# Fair catch
Le Fair Catch est une action de football américain effectué après le kickoff de l'équipe adverse, par le kick returner. Lorsqu'on effectue un Fair Catch, le jeu s'arrête et le prochain jeu démarre à l'endroit de l’arrêt de volée.
Le kick returner peut aussi récupérer le ballon et courir, afin de gagner des yards.